# Halics uralkodóinak listája
Az alábbi lista Halics uralkodóit tartalmazza időrendben.
| Név                                | Uralkodása                             | Megjegyzések                     |
| ---------------------------------- | -------------------------------------- | -------------------------------- |
| Volodar                            | hcg.: ?–1084, †1124. március 19.       |                                  |
| Vaszilij (*1062)                   | hcg.: 1084, †1125. február 28.         |                                  |
| György                             | hcg.: ?                                |                                  |
| Ihor-Iván                          | hcg.: 1124, †1141                      |                                  |
| I. Vlagyimir                       | hcg.: 1141, †1153                      |                                  |
| Jaroszláv (*1135)                  | hcg.: 1153, †1187. október 1.          |                                  |
| Oleg (*1161 után)                  | hcg.: 1187-ben, †1189                  |                                  |
| II. Vlagyimir (*1151)              | hcg.: 1187–1189, ld. alább             |                                  |
| I. Roman (*1151)                   | hcg.: 1189-ben, †1205. október 14.     |                                  |
| I. András (*1177)                  | hcg.: 1188–1190, †1235. szeptember 21. |                                  |
| II. Vlagyimir (2x)                 | hcg.: 1190, †1199                      |                                  |
| I. Roman (2x)                      | hcg.: 1199, †1205.október 14.          |                                  |
| Dániel                             | hcg.: 1205–1206, ld. alább             |                                  |
| III. Vlagyimir (*1170. október 8.) | hcg.: 1206–1208, ld. alább             |                                  |
| II. Roman (*1177/1179)             | hcg.: 1208–1210, †1211 szeptembere     |                                  |
| III. Vlagyimir (2x)                | hcg.: 1211, †1211                      |                                  |
| Dániel (2x)                        | hcg.: 1211–1212, ld. alább             |                                  |
| I. Msztyiszláv                     | hcg.: 1212–1213, †1226                 |                                  |
| Kálmán (*1208)                     | hcg.: 1213–1219, †1241 májusa          | Az első király 1215-től 1219-ig. |
| II. Msztyiszláv                    | hcg.: 1219, †1228                      | Csak herceg.                     |
| Dániel (3x)                        | kir.: 1228, †1264                      | 1253-tól király.                 |
| Svarn (*1230)                      | kir.: 1264, †1269                      |                                  |
| I. Lev (*1228)                     | kir.: 1269–1293, ld. alább             |                                  |

## Galícia-Volhínia
| Név                            | Uralkodása                     | Megjegyzések                 |
| ------------------------------ | ------------------------------ | ---------------------------- |
| I. Lev                         | kir.: 1293, †1301              |                              |
| I. György (*1252. április 24.) | kir.: 1301, †1308. március 18. |                              |
| András                         | kir.: 1308, †1323              |                              |
| II. Lev                        | kir.: 1308, †1321              |                              |
| II. György (*1308)             | kir.: 1323, †1340. április 7.  | Más néven: Boleszláv-György. |
| Liubartas (*1300)              | kir.: 1340–1349, †1384         |                              |

## Fordítás
- Ez a szócikk részben vagy egészben  a   List of rulers of Galicia and Volhynia című angol Wikipédia-szócikk fordításán alapul.  Az eredeti cikk szerkesztőit annak laptörténete sorolja fel. Ez a jelzés csupán a megfogalmazás eredetét és a szerzői jogokat jelzi, nem szolgál a cikkben szereplő információk forrásmegjelöléseként.